# Пятрайчю
Пятра́йчю (лит. Petraičių tvenkinys) — водохранилище на реке Обяле, северная Литва. Расположено в Пакруойском районе в 7 километрах от села Аукштелкай. На берегу пруда находится село Пятрайчяй. Площадь водохранилища составляет 0,589 км², длина береговой линии около 8 км.
Образовано плотиной на реке Обяле (приток Круойи) в 23,8 километра от её устья. Длина пруда с юга на север 2,7 км, ширина до 0,46 км. Высота над уровнем моря — 96 м. Берега низкие, местами заросшие деревьями и кустарниками. Пруд окружён преимущественно возделываемыми полями, в центре которого находится местный автомобильный мост. На водоёме пара лесных островов (2,2 га и 0,59 га).
Пруд сооружён в 1975 году. Известен большими запасами серебряного карася.